# Bernard Horsfall
Bernard Arthur Gordon Horsfall (Bishop's Stortford, 20 novembre 1930 – Skye, 28 gennaio 2013) è stato un attore britannico.

## Biografia
Nativo dell'Hertfordshire, era figlio del pilota della RAF Charles Horsfall e della cantante d'opera Margaret Norton; la famiglia sosteneva inoltre di essere discendente direttamente da Guglielmo I d'Inghilterra. Durante la giovinezza emigrò per un certo periodo in Canada, facendo il boscaiolo assieme ad uno zio, anch'egli ex-pilota di aerei e compagno di Thomas Edward Lawrence.
Rientrato in Inghilterra all'inizio degli anni '50, cominciò ad esibirsi come attore teatrale, prima a Dundee e poi a Birmingham. Nello stesso periodo si sposò con l'attrice Jane Jordan Rogers, che gli diede tre figli (Hannah, Rebecca e Christian, morto nel 2012). Il debutto al cinema avenne nel 1957 con The Steel Bayonet, mai giunto in Italia, nel quale interpreta il ruolo di uno dei soldati. Continuò fino alla fine della carriera a intervallare il cinema al teatro, interpretando nel primo ruoli minori in molti film di successo.
Fu tuttavia sul piccolo schermo che Horsfall raggiunse il maggior prestigio, interpretando uno dei protagonisti della serie TV Nemico alla porta tra il 1978 e il 1980, e svariati ruoli nel corso del tempo all'interno della serie Doctor Who. Tornato poi al teatro, nella stagione del 1984 fu tra i maggiori interpreti dell'Enrico V di Kenneth Branagh col ruolo di Pistola, rimanendo a interpretare il teatro shakespeariano per il resto degli anni '80.
Lui e la famiglia si trasferirono infine sull'isola di Skye, dove Horsfall si dedicò alla coltivazione di frutta e verdura. Tra gli ultimi ruoli interpretò quello di Balliol in Braveheart, per poi ritirarsi dalle scene alle soglie del XXI secolo. Morì nel 2013 alla clinica del villaggio di Broadford, sull'isola di Skye, dopo una breve malattia.

## Filmografia parziale

### Cinema
- The Steel Bayonet, regia di Michael Carreras (1957)
- La tortura del silenzio (The Angry Silence), regia di Guy Green (1960)
- Cannoni a Batasi (Guns at Batasi), regia di John Guillermin (1964)
- Agente 007 - Al servizio segreto di Sua Maestà (On Her Majesty's Secret Service), regia di Peter R. Hunt (1969)
- Obiettivo "Brass" (Brass Target), regia di John Hough (1978)
- Gandhi, regia di Richard Attenborough (1982)
- Braveheart - Cuore impavido (Braveheart), regia di Mel Gibson (1995)
- Stone of Destiny, regia di Charles Martin Smith (2008)

### Televisione
- Agente speciale (The Avengers) – serie TV, episodio 4x03 (1965)
- Doctor Who – serie TV, 4 episodi (1968-1976)
- Nemico alla porta (Enemy at the Door) – serie TV, 26 episodi (1978-1980)
- Le avventure di Sherlock Holmes (The Return of Sherlock Holmes) – serie TV, 1 episodio (1988)